# 窄檐心叶秋海棠
窄檐心叶秋海棠（学名：Begonia labordei var. unialata）为秋海棠科秋海棠属下的一个变种。

## 扩展阅读
- 維基物種上的相關：窄檐心叶秋海棠